# Christin Muche
Christin Muche, née le 19 octobre 1983 à Forst, est une coureuse cycliste sur piste allemande. Spécialiste du keirin, elle a été championne du monde de la discipline en 2006.

## Palmarès

### Championnats du monde
- 2000
  -  Championne du monde de vitesse juniors
- Bordeaux 2006
  -  Championne du monde de keirin
- Manchester 2008
  -  Médaillée de bronze du keirin

### Coupe du monde
- 2003 
  - 3e du keirin à Sydney
- 2004-2005
  - 1re de la vitesse à Manchester
  - 3e de la vitesse à Moscou
  - 3e du keirin à Moscou
- 2005-2006
  - 3e de la vitesse à Moscou
  - 2e du keirin à Moscou
- 2007-2007 
  - 2e de la vitesse par équipes à Moscou
  - 2e du keirin à Moscou
- 2007-2008 
  - 2e du keirin à Pékin
- 2008-2009 
  - 2e de la vitesse par équipes à Manchester
  - 2e de la vitesse à Melbourne
  - 3e du keirin à Melbourne
- 2009-2010 
  - 1re du keirin à Cali
  - 3e du keirin à Melbourne

### Championnats d'Europe espoirs
- Championne d'Europe espoir du keirin en 2005
- Championne d'Europe espoir de vitesse en 2005

### Championnats nationaux
- Championne d'Allemagne du keirin en 2003, 2004, 2005, 2006, 2007, 2008
- Championne d'Allemagne de vitesse en 2004, 2005, 2008